# Latroun
Latroun (en arabe : اللَطْرُون) est un contrefort de Cisjordanie, dans les territoires palestiniens occupés par Israël. 10 00 de ses habitants ont été expulsés et trois de ses villages entièrement rasés par l'armée israélienne pendant la guerre de 1967.

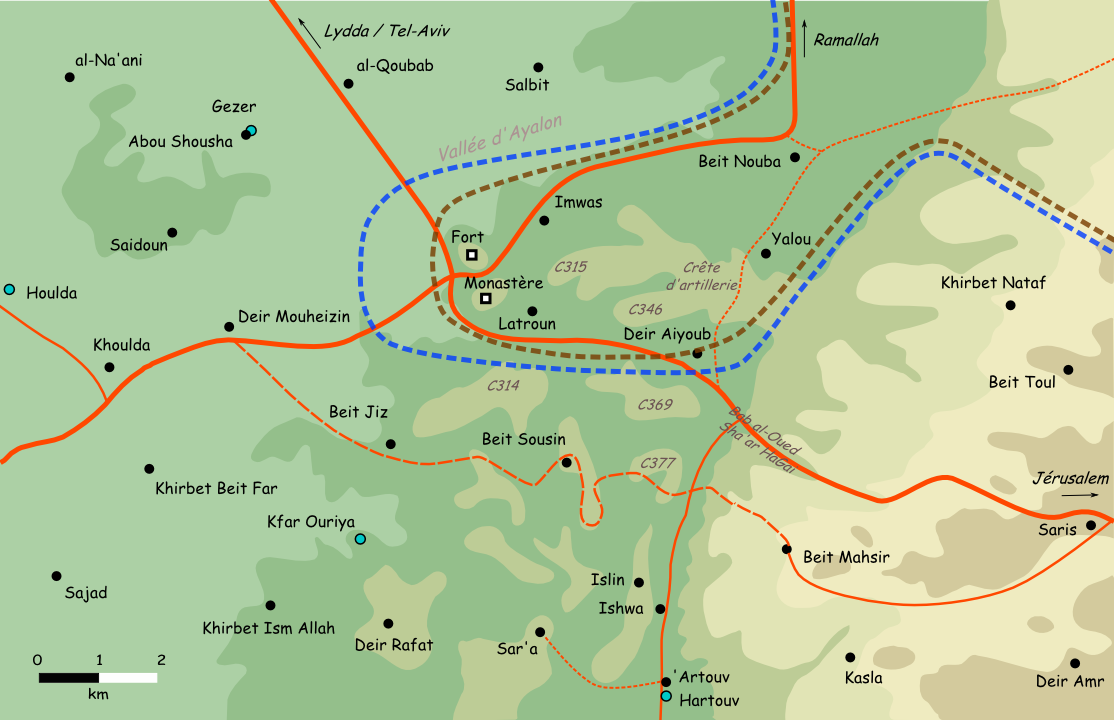
Zone de Latroun (19 juillet 1948).

Au début du XXe siècle, l'endroit abritait des villages arabes et un monastère trappiste qui existe toujours.

## Mandat britannique
Durant la grande révolte arabe de 1936-1939 en Palestine mandataire, les Britanniques y construisent un fort et un camp d'internement.

## Plan de partage de 1947
Le plan de partage de la Palestine voté en 1947 à l'ONU attribue le Latroun à l'État arabe.
Pendant la guerre israélo-arabe de 1948 le Latroun est un endroit stratégique qui permet de contrôler la route entre Jérusalem et Tel Aviv. Les Britanniques l'abandonnent le 13 mai 1948. Il devient entre les 25 mai et 18 juillet 1948 le théâtre de plusieurs opérations militaires meurtrières des forces israéliennes qui tentent en vain de le prendre aux Jordaniens.
Les Palestiniens du Latroun sont restés dans cette région entre 1948 et 1967.

## Guerre de 1967
Le lieu est conquis par Israël en 1967. L'armée israélienne procède alors au dépeuplement ou au « nettoyage ethnique » des villages de Latroun (selon l'expression du juriste Munir Nuseibah), ainsi que des villages de la vallée du Jourdain, qu'elle considère comme importants d'un point de vue stratégique. 10 000 habitants de la région de Latroun sont ainsi expulsés. La guerre de 1967 provoque l'exode de 255 000 Palestiniens de Cisjordanie, qui s'ajoutent aux 700 000 à 800 000 Palestiniens qui s'étaient exilés à la suite de la fondation de l'Etat d'Israël en 1948.
L'armée israélienne rase totalement trois villages du Latroun. Les terres appartenant aux habitants sont transformées en parc naturel.

## Depuis 1967
Selon B'Tselem, depuis Israël constitue le Latroun en « zone militaire fermée ». Selon Adèle Ribuot et Nadav Joffé dans Orient XXI, entre 1967 à 1969, la zone est « interdite au public », puis déclarée « espace public en développement ».

### Canada Park
Le Ayalo Canada Park, subventionné par le Fonds national Juif canadien est établi,en 1984, sur le site de trois villages palestinien détruits du Latroun, Yalo (Cisjordanie) (en), Amwas, et Beit Nouba,.
En 1991 la CBC News canadienne présente au sujet de ce parc naturel un documentaire, Park With No Peace qui provoque un émoi dans plusieurs pays. Des personnes qui avaient financé le parc demandent que leurs noms soient effacés des plaques qui leur rendaient hommage : les dons canadiens étant déductibles des impôts, le financement du parc « porte atteinte aux lois internationales ». En 2020 la cinéaste palestinienne Razan AlSalah réalise Canada Park, également centré sur ce lieu.
Aucun panneau dans le parc n'indique qu'il se trouve en Cisjordanie, territoire palestinien, ni le nom des villages nivelés qu'il a remplacés. L'association Zochrot finit par contraindre le Fonds national juif à ériger un panneau mentionnant l'existence passée de ces villages « pour éviter les poursuites judiciaires ».

### Effacement de l'histoire palestinienne
L'établissement du parc qui implique le nivellement de villages palestiniens, l'accaparement de terres et le reboisement, et dans lequel le Fonds national juif joue un rôle central, est analysé comme une forme de  « colonisation verte » et de greenwashing (ou écoblanchiment) par la chercheuse Ghada Sassa.
De même, un article d'Orient XXI intitulé « Israël-Palestine, des arbres qui cachent la colonisation » situe l'établissement du parc dans une politique israélienne plus vaste d'effacement de l'histoire et de la géographie palestiniennes. Selon une étude de Noga Kadman, chercheur pour l’association Zochrot, près de 200 villages palestiniens rasés par l'armée israélienne ont servi de sites pour des parcs naturels. « Sur les 68 forêts et parcs qui appartiennent au Font national juif, 46 dissimulent au total 89 villages palestiniens ». La plantation de forêts masquerait une « purification ethnique » en faisant obstacle au retour des Palestininens, selon les auteurs d' Orient XXI.
Un musée à la gloire du corps des blindés est installé dans l'ancien fort anglais Esther, ou Tegart. Le tracé de la route reliant Tel-Aviv à Jérusalem est également modifié avec la construction d'un échangeur autoroutier au niveau de Latroun.

### Colonisation
La colonie de Mevo Horon a été établie sur le site du village palestinien de Beit Nouba détruit en 1967,,.